# 山下德夫
山下德夫（1919年10月7日—2014年1月1日），日本政治家。

## 生平
出生于日本伊万里，后在明治大学、专修大学攻读法学学位。之后投身政治，参加1969年日本议员大选，并在中曾根康弘内阁担任运输大臣。1989年8月10日，出任海部俊树内阁的内阁官房长官，同月25日因性丑闻离职。之后他在宫泽喜一内阁中担任厚生勞動大臣。2014年1月1日去世。